# August-Euler-Flugplatz Darmstadt
August-Euler-flygplats förr (IATA: EDES) (tyska: August-Euler-Flugplatz) är en Sonderlandeplatz utanför staden Darmstadt och Griesheim. Flygplatsen ligger 5 kilometer väster om Darmstadts stadscentrum. Flygplatsen ligger 1,5 kilometer söder om Griesheims stadscentrum. Flygplatsen invigdes 1908. August-Euler-flygplats är Tysklands äldsta flygplats. Idag har flygplatsen en startbana. Flygplatsen ägs och sköts av Technische Universität Darmstadt.

## Galleri

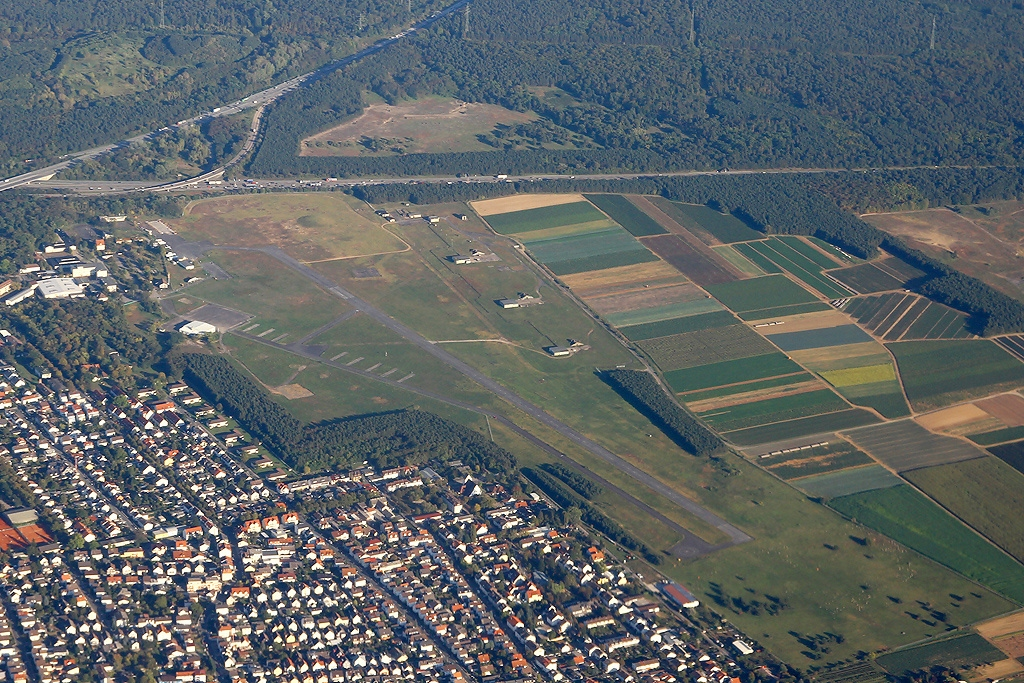
August-Euler-Flugplatz (2011)
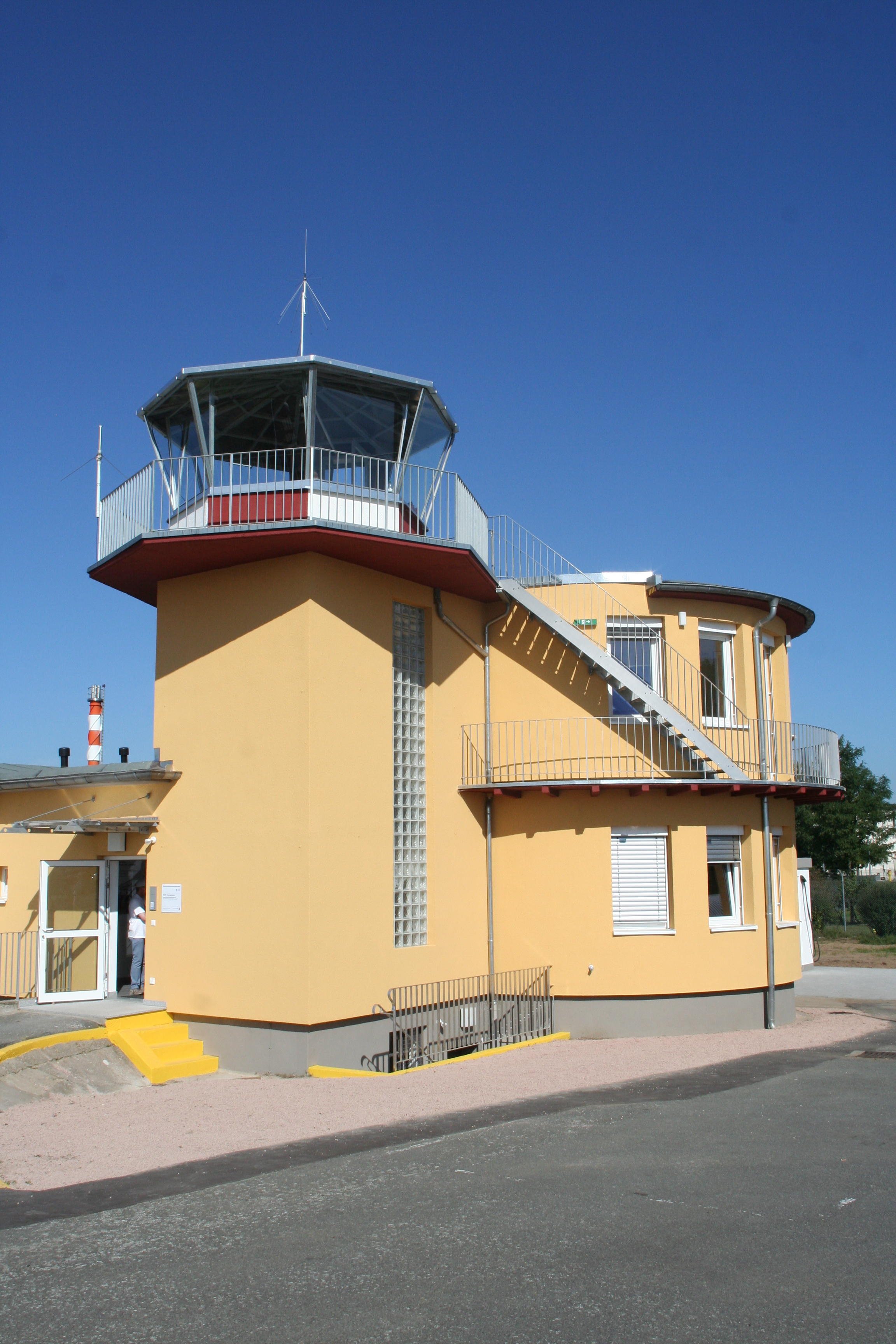
Torn (2008)